# Nerf fibulaire profond

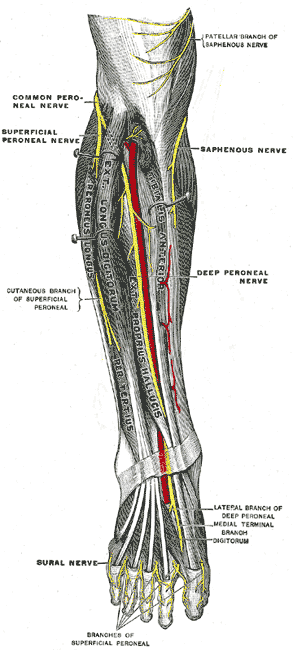
Le nerf fibulaire profond.

Le nerf fibulaire profond (Nervus peroneus profundus), ancien nerf tibial antérieur est un nerf de la partie antérieure de la jambe. Il est l'une des deux branches terminales du nerf fibulaire commun.

## Description
- Origine: il nait au-dessous du muscle long fibulaire au niveau du bord externe du col de la fibula, d'une des deux branches terminales du nerf fibulaire commun, l'autre étant le nerf fibulaire superficiel anciennement appelé nerf musculo-cutané.
- Trajet: il descend oblique en avant vers la cloison intermusculaire antéro-externe qu'il perfore pour pénétrer dans la loge antérieure. Après avoir traversé la partie supérieure du muscle long extenseur des orteils(ancien muscle extenseur commun des orteils), il descend en avant de la membrane interosseuse et croise en avant l'artère tibiale antérieure entre les muscles long extenseur des orteils et tibial antérieur puis entre celui-ci et le muscle long extenseur de l'hallux, passe avec le tendon de ce muscle sous le rétinaculum inférieur des muscles extenseurs du pied (ligament annulaire antérieur) et après un court trajet à la face dorsale du pied entre le muscle long extenseur de l'hallux en dedans et le muscle court extenseur des orteils en dehors, il se divise en ses deux branches terminales
- Terminaison: il s'achève sur le dos du pied en deux branches terminales:
  - une, interne, qui se porte en avant entre le pédieux et l'extenseur propre du gros orteil puis entre le premier muscle interosseux dorsal et le premier faisceau du muscle court extenseur des orteils, ancien muscle pédieux qu'il croise à angle aigu et va se terminer à la partie antérieure du premier espace inter métatarsien par deux filets qui s'anastomosent avec les nerfs collatéraux dorsaux des orteils correspondants issus du nerf musculo-cutané
  - une, externe, ou nerf pédieux.

## Branches collatérales
Le nerf fibulaire profond fournit plusieurs rameaux collatéraux:
- les rameaux internes innervent le muscle tibial antérieur
- les rameaux externes sont destinés, pour les supérieurs, muscle troisième fibulaire, pour les inférieurs à muscle long extenseur de l'hallux

Il donne aussi un rameau pour l'articulation tibio-tarsienne.
Il existe deux fins rameaux sensitifs, recevant les informations sensitives du premier espace inter-phalangien. (face latérale de l'hallux et face médiale du deuxième orteil).

## Galerie

Système nerveux
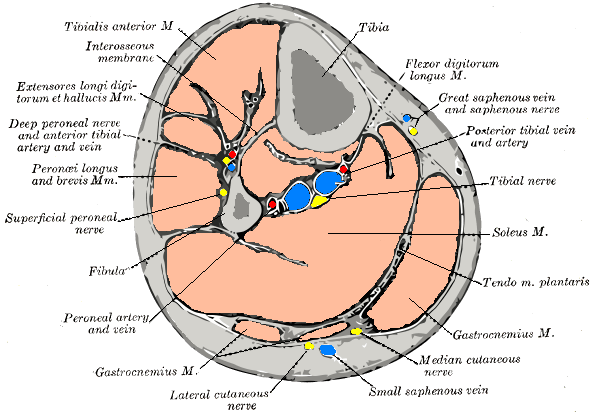
Section transversale du milieu de la jambe.
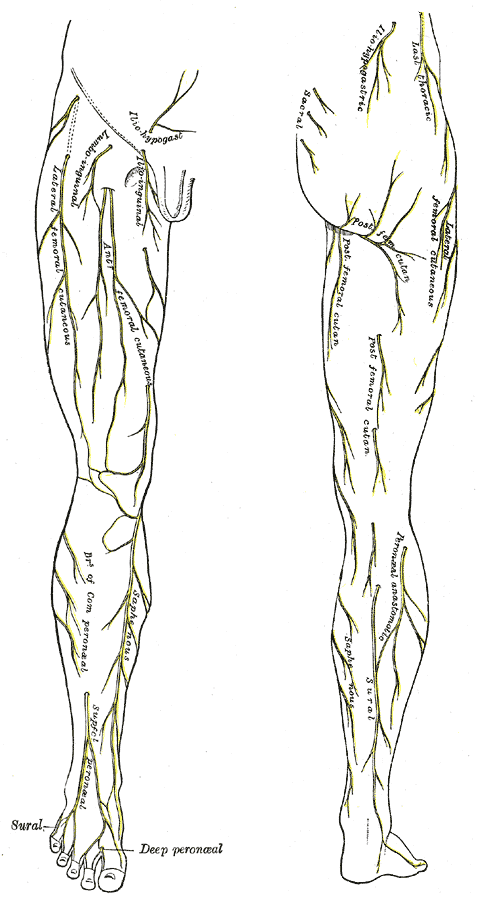
Nerfs cutanés du membre inférieur. Vue antérieure et postérieure.

Territoires cutanés des nerfs des membres inférieurs. Vue antérieure et postérieure.
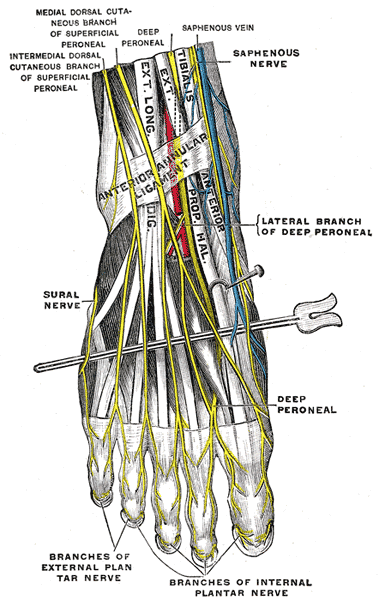
Nerfs du dos du pied.